# الجدس (السياني)

تعديل مصدري - تعديل

الجدس محلة تابعة لقرية الدحية، التابعة لعزلة المجزع بمديرية السياني إحدى مديريات محافظة إب في الجمهورية اليمنية.، بلغ تعداد سكانها 324 حسب تعداد اليمن لعام 2004.